# Masters of Modern Blues Volume 2
Masters of Modern Blues Volume 2 — студійний альбом американського блюзового музиканта Дж. Б. Гатто і його гурту The Hawks, випущений 1966 року лейблом Testament. Став другим випуском у серії «Masters of Modern Blues».

## Опис
Альбом був записаний у червні 1966 року на студії One-derful Studios в Чикаго для лейблу Testament і спродюсований його власником Пітом Велдінгом. Став другим випуском у серії «Masters of Modern Blues», присвяченій чиказькому блюзу.
Слайд-гітарист Дж. Б. Гатто найперші записи зробив у 1954 році, потім його десять років до студії звукозапису не запрошували, і він не записувався. Як і більшість темношкірих блюзменів, він був клубним музикантом і представлені тут композиції відтворюють атмосферу його живих виступів, демонструючи слухачам досить сирий і агресивний чиказький блюз. Як продюсер, Велдінг намагався досягти тут не стільки чистоти звучання, скільки автентичності. Акомпаннуючий гурт під назвою The Hawks («Яструби») включає зірок чиказької блюзової сцени того часу: гітарист Джонні Янг, губний гармоніст Біг Волтер Гортон, гітарист Лі Джексон (який тут грає на басу) та ударник Фред Белоу. Серед акомпаніаторів найбільше виділяється Волтер Гортон, який грав з Дж. Б. Гатто регулярно з 1965 року в барі Turner's в чиказькому районі Саут-Сайд, що розташовувався неподалік від будинку Гортона.
Гатто перезаписав свої відомі пісні «Pet Cream Man» і «Lulubelle's Here», а також виконав версії «Mistake in Life» Рузвельта Сайкса і «Goin' Down Slow» Сент-Луїса Джиммі Одена.

## Список композицій
1. «Dust My Broom» (Дж. Б. Гатто) — 3:25
2. «Mistake in Life» (Рузвельт Сайкс) — 2:37
3. «Goin' Down Slow» (Сент-Луїс Джиммі Оден) — 3:47
4. «Lulubelle's Here» (Дж. Б. Гатто) — 3:14
5. «She's So Sweet» (Дж. Б. Гатто) — 3:52
6. «My Kind of Woman» (Дж. Б. Гатто) — 3:11
7. «Pet Cream Man» (Дж. Б. Гатто) — 2:45
8. «Blues Stay Away from Me» (Дж. Б. Гатто) — 4:37
9. «The Girl I Love» (Дж. Б. Гатто) — 3:28
10. «Sloppy Drunk» (Дж. Б. Гатто) — 3:05

## Учасники запису
- Дж. Б. Гатто — гітара, вокал
- Джонні Янг — гітара
- Біг Волтер Гортон — губна гармоніка
- Лі Джексон — бас-гітара
- Фред Белоу — ударні

Технічний персонал
- Піт Велдінг — продюсер, текст, фотографія
- Норман Дейрон — інженер